# Llista de monuments de Montuïri
Llista de monuments de Montuïri catalogats pel consell insular de Mallorca com a Béns d'Interès Cultural en la categoria de monuments pel seu interès històric, artístic, arquitectònic, arqueològic, històric-industrial, etnològic, social, científic o tècnic.
| Monument                                  | Tipus                | Localització                                  | Coordenades                                          | Codi?         | Imatge |
| ----------------------------------------- | -------------------- | --------------------------------------------- | ---------------------------------------------------- | ------------- | --- |
| Església parroquial de Sant Bartomeu      | Edif. religiosos     | Montuïri Plaça Major                          | 39° 34′ 02″ N, 2° 58′ 54″ E / 39.567344°N,2.981707°E | RI-51-0010565 | Església parroquial de Sant Bartomeu (Montuïri) · Vegeu més fotos d'aquest monument · Carregueu una nova foto d'aquest monument |
| Creu de Son Rafel Mas                     | Creus de terme       | Montuïri Carrer Pou del Rei - carrer sa Torre | 39° 34′ 08″ N, 2° 59′ 01″ E / 39.568965°N,2.983657°E | RI-51-0010325 | Creu de Son Rafel Mas (Montuïri) · Vegeu més fotos d'aquest monument · Carregueu una nova foto d'aquest monument                |
| Creu de ses Monges                        | Creus de terme       | Montuïri Carrer Pou del Rei - carrer de Palma | 39° 34′ 11″ N, 2° 58′ 59″ E / 39.569836°N,2.982929°E | RI-51-0010326 | Carregueu una nova foto d'aquest monument                                                                                       |
| Creu des Molinar o Creu de les Tres Creus | Creus de terme       | Montuïri                                      | 39° 33′ 55″ N, 2° 58′ 52″ E / 39.565354°N,2.981224°E | RI-51-0010327 | Carregueu una nova foto d'aquest monument                                                                                       |
| Creu d'en Gegues                          | Creus de terme       | Montuïri Carrer Creu d'en Gegues              | 39° 34′ 11″ N, 2° 58′ 57″ E / 39.569609°N,2.982373°E | RI-51-0010328 | Carregueu una nova foto d'aquest monument                                                                                       |
| Can Calussa                               | Monument arqueològic | Montuïri                                      | 39° 35′ 30″ N, 2° 57′ 48″ E / 39.591627°N,2.963396°E | RI-51-0002434 | Carregueu una nova foto d'aquest monument                                                                                       |
| Talaiot de ses Coves / Puig des Moros     | Monument arqueològic | Montuïri                                      | 39° 35′ 15″ N, 2° 59′ 36″ E / 39.587478°N,2.993211°E | RI-51-0002435 | Carregueu una nova foto d'aquest monument                                                                                       |
| Puig des Moros. Coves de na Cotona        | Monument arqueològic | Montuïri                                      | 39° 34′ 58″ N, 2° 59′ 38″ E / 39.582793°N,2.993782°E | RI-51-0002436 | Carregueu una nova foto d'aquest monument                                                                                       |
| Cova des Molinar / Cova d'en Xorri        | Monument arqueològic | Montuïri                                      | 39° 33′ 38″ N, 2° 58′ 54″ E / 39.560590°N,2.981538°E | RI-51-0002437 | Carregueu una nova foto d'aquest monument                                                                                       |
| Cova des Molinar / Pou de sa Cova         | Monument arqueològic | Montuïri                                      |                                                      | RI-51-0002438 | Carregueu una nova foto d'aquest monument                                                                                       |
| Es Rafal. Campanar des Moros              | Monument arqueològic | Montuïri                                      | 39° 35′ 11″ N, 2° 59′ 00″ E / 39.586405°N,2.983429°E | RI-51-0002439 | Carregueu una nova foto d'aquest monument                                                                                       |
| Rafal Aixat                               | Monument arqueològic | Montuïri                                      | 39° 34′ 34″ N, 3° 00′ 56″ E / 39.576124°N,3.015684°E | RI-51-0002440 | Carregueu una nova foto d'aquest monument                                                                                       |
| Sabó                                      | Monument arqueològic | Montuïri                                      | 39° 35′ 17″ N, 2° 58′ 41″ E / 39.588017°N,2.977944°E | RI-51-0002441 | Carregueu una nova foto d'aquest monument                                                                                       |
| Son Comelles. Es Molinet                  | Monument arqueològic | Montuïri                                      | 39° 33′ 56″ N, 3° 01′ 51″ E / 39.565579°N,3.030932°E | RI-51-0002442 | Carregueu una nova foto d'aquest monument                                                                                       |
| Son Comelles. Sa Plana                    | Monument arqueològic | Montuïri                                      | 39° 34′ 06″ N, 3° 01′ 21″ E / 39.568383°N,3.022434°E | RI-51-0002443 | Carregueu una nova foto d'aquest monument                                                                                       |
| Son Company                               | Monument arqueològic | Montuïri                                      | 39° 35′ 23″ N, 2° 57′ 11″ E / 39.589731°N,2.953138°E | RI-51-0002444 | Carregueu una nova foto d'aquest monument                                                                                       |
| Son Costa                                 | Monument arqueològic | Montuïri                                      | 39° 34′ 34″ N, 2° 59′ 59″ E / 39.576215°N,2.999721°E | RI-51-0002445 | Carregueu una nova foto d'aquest monument                                                                                       |
| Son Fornés                                | Monument arqueològic | Montuïri                                      | 39° 35′ 03″ N, 2° 58′ 02″ E / 39.584149°N,2.967232°E | RI-51-0002446 | Son Fornés (Montuïri) · Vegeu més fotos d'aquest monument · Carregueu una nova foto d'aquest monument                           |
| Necròpolis de Son Manera / Sa Vinya       | Monument arqueològic | Montuïri                                      |                                                      | RI-51-0002447 | Carregueu una nova foto d'aquest monument                                                                                       |
| Restes prehistòriques de Son Ribes        | Monument arqueològic | Montuïri                                      |                                                      | RI-51-0002448 | Carregueu una nova foto d'aquest monument                                                                                       |
| Son Ripoll. Can Cavaller                  | Monument arqueològic | Montuïri                                      | 39° 32′ 57″ N, 2° 59′ 35″ E / 39.549094°N,2.993086°E | RI-51-0002449 | Carregueu una nova foto d'aquest monument                                                                                       |
| Son Toni Coll                             | Monument arqueològic | Montuïri                                      | 39° 35′ 36″ N, 2° 58′ 46″ E / 39.593243°N,2.979468°E | RI-51-0002450 | Carregueu una nova foto d'aquest monument                                                                                       |
| Sa Torre. Es Velar                        | Monument arqueològic | Montuïri                                      | 39° 34′ 14″ N, 2° 59′ 38″ E / 39.570539°N,2.993783°E | RI-51-0002451 | Carregueu una nova foto d'aquest monument                                                                                       |